# Afu-Ra
Afu-Ra, pseudonimo di Aaron Phillip (New York, 31 gennaio 1974), è un rapper statunitense.
La sua fama ha già varcato i confini nazionali nonostante la sua giovane età, grazie alla fusione dell'hardcore della East Coast con il Rastafarianesimo, arricchendo le liriche con citazioni che denotano una forte cultura.

## Biografia
I primi colpi della sua carriera arrivano nel 1994 quando attira l'attenzione di Jeru the Damaja, con il quale collabora nel brano Mental Stamina, e poco tempo dopo si affilia ai Gang Starr ed alla relativa Gang Starr Fondation. Partecipa così al secondo album di Jeru, in Physical Stamina, ed al successivo tour, in cui mostra il suo talento e strappa un contratto all'etichetta D&D Studios. Si tratta dei suoi primi passi per la carriera solista.
Nel 1997 debutta quindi con il suo primo singolo Whirlwind Thru Cities e lo stesso anno Afu-Ra pubblica anche  Trilogy Of Terror, uno dei suoi brani più celebri a cui partecipa anche Guru dei Gang Starr. Nel 1998 la traccia trova la strada del successo e diventa una perla dell'underground nazionale, Afu-Ra trova grande credibilità nel mondo underground. Nel 2000 è la volta di Body of the Life Force, primo LP solista, ispirato alla cultura orientale, data anche la passione che il rapper ha per i film di karate e per l'Asia, il Tai Chi, il Taoismo ed il Buddismo.
Successivamente all'uscita dal gruppo Gang Starr e dalla sfera di influenza di Jeru, aumenta le proprie conoscenze e collaborazioni con figure di primo piano del rap newyorkese come GZA, i Cocoa Brovaz, la leggenda Big Daddy Kane (nel brano Stick Up) e gli M.O.P., a cui segue una stretta collaborazione con DJ Premier per Life Force Radio del 2002. Nel biennio successivo Afu-Ra continua le collaborazioni, tra cui si contano anche quelle con artisti italiani come Piotta ed Amir & Mr. Phil del Rome Zoo. Tra il 2004 ed il 2005 ha pubblicato il disco State of the Arts.

## Discografia

### Album in studio
- 2000 - Body of the Life Force
- 2002 - Life Force Radio
- 2005 - State of the Arts
- 2012 - Body of the Life Force Pt. 2
- 2020 - Urban Chemistry